# Kintoreïta
La kintoreïta és un mineral de la classe dels fosfats, que pertany al grup de la plumbogummita. Rep el nom de l'aflorament Kintore opencut, a Austràlia, la seva localitat tipus.

## Característiques
La kintoreïta és un fosfat de fórmula química PbFe₃(PO₄)(PO₃OH)(OH)₆. Va ser aprovada com a espècie vàlida per l'Associació Mineralògica Internacional l'any 1992, i la primera publicació data del 1995. Cristal·litza en el sistema trigonal. La seva duresa a l'escala de Mohs és 4. És el fosfat anàleg de la segnitita. Forma una sèrie de solució sòlida amb la corkita.
Segons la classificació de Nickel-Strunz, la kintoreïta pertany a «08.BL: Fosfats, etc. amb anions addicionals, sense H₂O, amb cations de mida mitjana i gran, (OH, etc.):RO₄ = 3:1» juntament amb els següents minerals: beudantita, corkita, hidalgoïta, hinsdalita, kemmlitzita, svanbergita, woodhouseïta, gal·lobeudantita, arsenogoyazita, arsenogorceixita, arsenocrandal·lita, benauita, crandal·lita, dussertita, eylettersita, gorceixita, goyazita, philipsbornita, plumbogummita, segnitita, springcreekita, arsenoflorencita-(La), arsenoflorencita-(Nd), arsenoflorencita-(Ce), florencita-(Ce), florencita-(La), florencita-(Nd), waylandita, zaïrita, arsenowaylandita, graulichita-(Ce), florencita-(Sm), viitaniemiïta i pattersonita.

## Formació i jaciments
Va ser descrita a partir d'exemplars de dos indrets molt propers, localitazats a Broken Hill, a Nova Gal·les del Sud (Austràlia): els afloraments Kintore i Block 14. També ha estat descrita en altres indrets del país, tant de Nova Gal·les del Sud com d'Austràlia Meridional, així com a Xile, els Estats Units, Àustria, Portugal, França, Alemanya, Bèlgica, Eslovàquia, Hongria, Itàlia, Espanya, República Txeca, Anglaterra i el Japó. Als territoris de parla catalana ha estat descrita a la mina San Miguel (Ribes de Freser, Ripollès).